# Наґойський технічний університет
Наґойський технічний університет (яп. 名古屋工業大学, なごやこうぎょうだいがく; англ. Nagoya Institute of Technology) — державний університет у Японії. Розташований за адресою: префектура Айті, місто Наґоя, район Сьова, квартал Ґокісо. Відкритий 1949 року. Скорочена назва — Мейко́-дай (яп. 名工大, めいこうだい).

## Факультети
- Інженерно-технічний факультет (工学部)

## Аспірантура
- Інженерно-технічна аспірантура (工学研究科)